# Теорема регресії

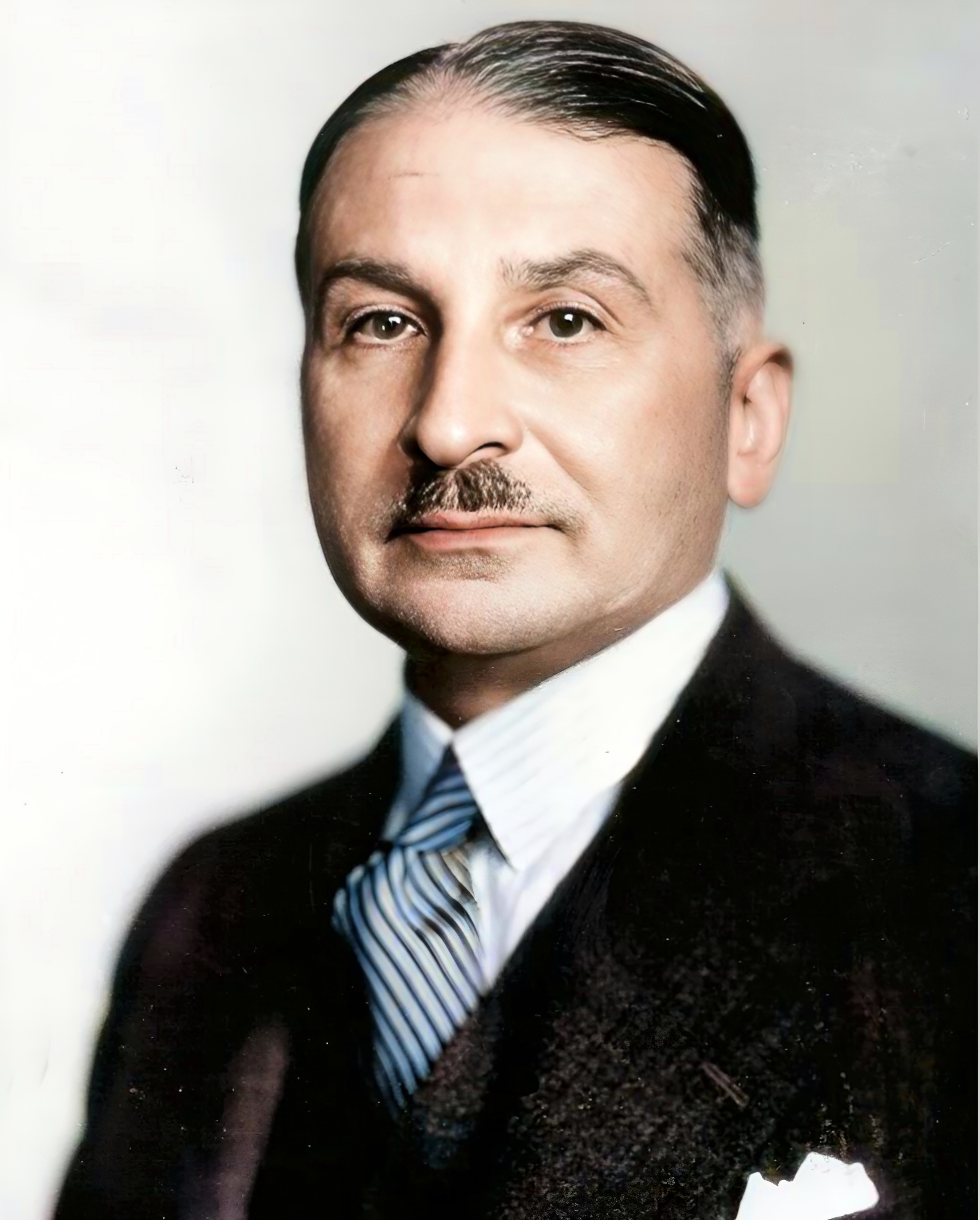
Людвіг фон Мізес, 1881–1973

Теорема регресії (англ. Regression Theorem), вперше запропонована Людвігом фон Мізесом у його книзі 1912 року «Теорія грошей та кредиту», стверджує, що цінність грошей можна простежити («регресувати») до тих товарів та послуг, цінність яких вона отримала. Теорема стверджує, що у певний момент часу існував товар з об'єктивною обмінною вартістю, цей товар мав здатнітсь за певних обставин обмінюватися на певну кількість інших товарів й використовувався як еквівалент в обміні, він походить від людського процесу оцінки окремих товарів, не наданих від природи,  цінність, заснована на емоціях, яка потім поступово була прийнята як гроші. 
Хесус Уерта де Сото так пояснює теорему регресії: 
Попит на гроші визначається не їхньою сьогоднішньою купівельною спроможністю, а заснованому на досвіді знанням про їхню учорашню купівельну спроможність. Учорашня купівельна спроможність у свою чергу визначається попитом на гроші, який спирається на знання дійових осіб про позаучорашню купівельній спроможності грошей. Цей процес веде нас назад у минуле, аж до тієї точки історії,коли вперше з'явився попит на товар (золото або срібло) як на засіб обміну. Таким чином, теорема регресії — це просто ретроспективне застосування запропонованої Менгером теорії еволюційного виникнення грошей.
Останнім часом точилася дискусія про застосування теореми регресії до криптовалют, таких як Bitcoin.  Оскільки біткойн не підтримується жодним товаром, він, здається, не відповідає визначенню валюти відповідно до теореми регресії. Інші дотримуються думки  що Біткойн відповідає визначенню, оскільки це одночасно платіжна система та гроші, причому джерелом вартості виступає платіжна система.